# Campionat del món de ciclisme en pista de 1934
El Campionat Mundial de Ciclisme en Pista de 1934 es va celebrar a Leipzig (Tercer Reich) del 10 al 19 d'agost de 1934. En total es va competir en 3 disciplines, 2 de professionals i 1 d'amateurs.

## Resultats

### Professional
| Prova                | Or                       | Argent                      | Bronze                      |
| Velocitat individual | Jef Scherens · Bèlgica   | Albert Richter Tercer Reich | Louis Gérardin · França     |
| Darrere moto         | Erich Metze Tercer Reich | Paul Krewer Tercer Reich    | Edoardo Severgnini · Itàlia |

#### Amateur
| Prova                | Or                      | Argent                         | Bronze                   |
| Velocitat individual | Benedetto Pola · Itàlia | Arie van Vliet · Països Baixos | Christian Lente · França |

## Medaller
| Pos. | País          | Or | Plata | Bronze | Total |
| 1    | Tercer Reich  | 1  | 2     | 0      | 3     |
| 2    | Itàlia        | 1  | 0     | 1      | 2     |
| 3    | Bèlgica       | 1  | 0     | 0      | 1     |
| 4    | Països Baixos | 0  | 1     | 0      | 1     |
| 5    | França        | 0  | 0     | 2      | 2     |